# Hans E. Schons
Peter Hans Ewald Schons, auch Hans Ewald Schons (* 5. September 1919 in Malmedy; † 3. August 2005 in Berlin), war ein deutscher Schauspieler.

## Leben
Hans E. Schons wurde im heute belgischen Malmedy geboren, das im Jahre 1919 noch zu Preußen gehörte. Aufgewachsen ist er in Düsseldorf. Im Zweiten Weltkrieg war er eingezogen – auch in der letzten Theaterspielzeit des Deutschen Reichs 1943/44, als er im Ensemble des Stadttheaters von Schleswig als Mitglied geführt wurde. Seine Nachkriegslaufbahn begann er 1945 am Stadttheater Bonn, dem er bis 1948 angehörte. Danach war der Schauspieler bis 1951 am Stadttheater Trier unter Vertrag. Weitere Stationen folgten, später anscheinend auch in seiner Wahlheimat Berlin. Dort heiratete er auch am 17. Februar 1977 seine Kollegin Dagmar Altrichter. Die Ehe hielt bis zu seinem Tode.

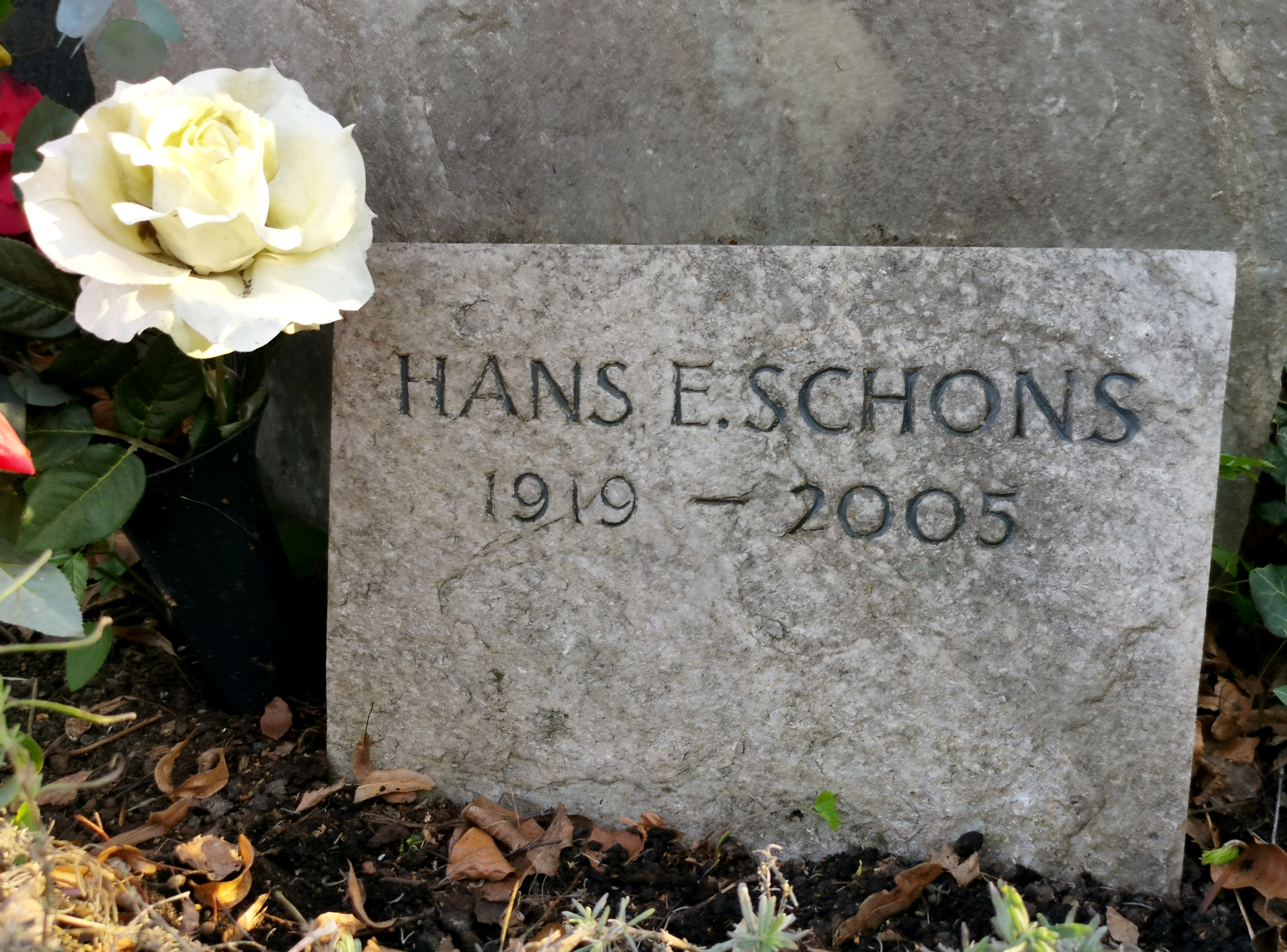
Grab auf dem Friedhof Schöneberg III

Etwa Mitte der 1950er Jahre begann seine Karriere bei Film und Fernsehen. Häufig arbeitete er unter dem Regisseur Fritz Umgelter. 1956 sah man ihn hier neben Marlies Schönau und Eva Demski in einer Hauptrolle des Kriminalfilms Das Spinnennetz nach Agatha Christie. Ein Jahr später gehörte er neben Edmund Saussen und Georg Lehn zu den Hauptdarstellern in Ganz groß in Kleinigkeiten. 1959 spielte er in einem der ersten deutschen Straßenfeger, dem Sechsteiler So weit die Füße tragen, der nach dem gleichnamigen Buch von Josef Martin Bauer entstand, einen iranischen Oberst, der mit dem Verhör des aus der Sowjetunion geflohenen Kriegsgefangenen Clemens Forell befasst war. Seine Partner waren hier Heinz Weiss und Robert Bürkner. Umgelter setzte Schons auch in seinen nächsten Mehrteilern Am grünen Strand der Spree und Wer einmal aus dem Blechnapf frißt ein, aber nur in kleineren Nebenrollen. Im ersten Jerry-Cotton-Film Schüsse aus dem Geigenkasten, mit George Nader und Heinz Weiss hatte er als Gangster Christallo wieder eine größere Rolle. Hier war er auch auf dem Titelbild des Filmtaschenbuchs zu sehen. 1970 war Schons in dem Fernsehfilm Gneisenau – Die politische Auflehnung eines Soldaten von Regisseur Werner Schlechte neben Ullrich Haupt, Wolfgang Weiser und Thomas Holtzmann wieder einer der Hauptakteure. In den späteren Jahren sah man ihn unter anderem als Chauffeur in dem Spielfilm Bei mir liegen Sie richtig mit Dieter Hallervorden, Rosel Zech und Ezard Haussmann.
Hans E. Schons hinterließ seine Ehefrau. Schons hat zwei Söhne, darunter den Duisburger Rechtsanwalt und ehemaligen Vizepräsidenten der Rechtsanwaltskammer Düsseldorf Herbert P. Schons und eine Tochter. Er fand seine letzte Ruhe auf dem Friedhof Schöneberg III in der Stubenrauchstraße in Berlin-Friedenau (Abt. 27, Nr. 5).

## Filmografie
- 1956: Schmutzige Hände – Fernsehfilm – Regie: Franz Peter Wirth
- 1956: Das Spinnennetz – Fernsehfilm – Regie: Fritz Umgelter
- 1957: Das große ABC – Fernsehfilm – Regie: Rainer Wolffhardt
- 1957: Abu Kasems Pantoffeln – Fernsehfilm – Regie: Gustav Rudolf Sellner
- 1957: Ganz groß in Kleinigkeiten – Fernsehfilm – Regie: Fritz Umgelter
- 1958: Alle Sünden dieser Erde – Regie: Fritz Umgelter
- 1958: Der Dank der Unterwelt – Fernsehfilm – Regie: Rolf Hädrich
- 1959: Die Wahrheit über Rosemarie – Regie: Rudolf Jugert
- 1959: So weit die Füße tragen; 6. Teil – Fernseh-Mehrteiler – Regie: Fritz Umgelter
- 1959: Das mittlere Fenster – Fernsehfilm – Regie: Fritz Umgelter
- 1959: Ruf ohne Echo – Fernsehfilm – Regie: Rainer Wolffhardt
- 1960: Am grünen Strand der Spree; 2. Teil: Der General – Fernseh-Mehrteiler – Regie: Fritz Umgelter
- 1960: Instinkt ist alles – Eine Geschichte aus Soho – Fernsehfilm – Regie: Wilm ten Haaf
- 1960: Die Friedhöfe – Fernsehfilm – Regie: Rolf Hädrich
- 1960: Kai aus der Kiste – Fernsehfilm – Regie: Theo Mezger
- 1961: Das Mädchen mit den schmalen Hüften – Regie: Johannes Kai
- 1961: Die Journalisten – Fernsehfilm – Regie: Fritz Umgelter
- 1961: Nur der Wind – Regie: Fritz Umgelter
- 1962: Wer einmal aus dem Blechnapf frißt – Fernseh-Mehrteiler – Regie: Fritz Umgelter
- 1962: Ein komplizierter Mensch – Fernsehfilm (Kurzfilm) – Regie: Gerhard Overhoff
- 1963: Die Probe oder Die bestrafte Liebe – Fernsehfilm – Regie: Rainer Wolffhardt
- 1963: Detective Story – Polizeirevier 21 – Fernsehfilm – Regie: Theo Mezger
- 1963: Die Abrechnung – Fernsehfilm – Regie: Fritz Umgelter
- 1963: Der schlechte Soldat Smith – Fernsehfilm – Regie: Fritz Umgelter
- 1964: Umbruch – Fernsehfilm – Regie:  Konrad Wagner
- 1965: Schüsse aus dem Geigenkasten – Regie: Fritz Umgelter
- 1967: Verräter – Fernseh-Mehrteiler – Regie: Michael Braun
- 1967: So war Herr Brummell – Fernsehfilm – Regie: Fritz Umgelter
- 1968: Ganze Tage in den Bäumen – Fernsehfilm – Regie: Tom Toelle
- 1969: Aktenzeichen XY … ungelöst – Fernsehreihe
- 1970: Gneisenau – Die politische Auflehnung eines Soldaten – Fernsehfilm – Regie: Werner Schlechte
- 1971: Doppelgänger; Folgen: Der Kuhhandel; Schlimme Zähne – Fernsehserie – Regie: Wolfgang Teichert
- 1974: Die Villa der Madame Vidac – Fernsehfilm – Regie: Karlheinz Bieber
- 1974: Sie sind frei, Dr. Korczak – Regie: Aleksander Ford
- 1974: Pusteblume – Regie: Adrian Hoven
- 1975: Kommissariat 9; Folge: Import aus Fernost – Fernsehserie – Regie: Wolfgang Staudte
- 1976: Ein Fall für Stein; Folge: Mord oder Totschlag? – Fernsehserie – Regie: Herbert Ballmann
- 1990: Bei mir liegen Sie richtig – Regie: Ulrich Stark
- 1996: Wolffs Revier; Folge: Ein wasserdichtes Alibi – Fernsehserie – Regie: Michael Lähn
- 2000: Im Namen des Gesetzes; Folge: Stille Post – Fernsehserie – Regie: Dagmar von Chappuis